# Maja Gjerek

## Rad i nagrade
Maja Kušenić Gjerek rođena je 1961. u Koprivnici.Diplomirala je komparativnu književnost i filozofiju na Filozofskom fakultetu u Zagrebu. Članica je Društva hrvatskih književnika (DHK) od 1985. godine, a Hrvatske zajednice samostalnih umjetnika (HZSU) od 1990. godine. Bila je dopredsjednica Društva hrvatskih književnika.  
Autorica je dvadeset i sedam knjiga, od čega, jedanaest zbirki pjesama, devet romana i sedam knjiga priča. Od toga je s majkom (Anica Gjerek) objavila osam knjiga, sedam za djecu, a roman "Bijeli dimnjačar" nagrađen je 1999. godine u Italiji Zlatnom medaljom za književnost, međunarodnom nagradom zemalja Alpe-Jadran. Na međunarodnom festivalu poezije "Slavenski zagrljaj", održanom u bugarskom gradu Varni u svibnju 2007. godine, dobila je prvu nagradu, diplomu i medalju "Srebrno leteće pero", kao prva književnica iz Hrvatske te je ujedno postala i jedan od osnivača i prvih članova međunarodne Akademije za slavensku književnost i umjetnost, sa sjedištem u Varni, Bugarska, iste godine. 
Piše scenarije, eseje, scenska djela i književne prikaze. Objavljuje u književnim časopisima, na radiju i televiziji, a brojni su joj tekstovi uglazbljeni. Odlikovana je za književni rad odličjem Reda Danice hrvatske s likom Marka Marulića. 
Gradsko vijeće Grada Koprivnice 2006. godine dodijelilo joj je Medalju Grada Koprivnice za osobiti doprinos na području književnosti i kulturnoj promidbži Grada Koprivnice. 
Djela su joj prevedena na više jezika i uvrštena u domaće i strane antologije poezije i proze. Zastupljena je u čitankama u Hrvatskoj i Bosni i Hercegovini i lektirnim izborima za osnovne i srednje škole. Romani "Agora", "Zavjetna ruža" i "Radiovizija" dramatizirani su i izvedeni u sklopu Dramskog programa Hrvatskog radija uz više repriza. 
Kao profesionalna književnica, samostalna umjetnica, živi i stvara u Koprivnici. U dva navrata je bila predsjednica Ogranka Matice hrvatske u Koprivnici.
Maja Kušenić Gjerek dobitnica je nagrade »Zvonimir Golob« 2008. za najljepšu neobjavljenu ljubavnu pjesmu, te međunarodne nagrade u Varni(Bugarska) za najljepšu ljubavnu pjesmu, na festivalu "Slavenski zagrljaj" 2008.godine.2009. godine kao dio nagrade, "Srebrno leteće pero", objavljena joj je u Bugarskoj zbirka pjesama "Kristalna ruža".  
Kao suurednica u "Maloj knjižnici DHK", potpisana je na više od stotinu knjiga, a pjesme i tekstovi prevođeni su joj na engleski, talijanski, španjolski, poljski, ruski, rumunjski, francuski, katalonski, makedonski, mađarski, bugarski i druge svjetske jezike.
Od 2010. bavi se publicistikom u području kulture te pisanjem tekstova namijenjenih uglazbljivanju.
2009. godine, Maja Kušenić Gjerek sudjelovala je u glazbeno poetskom projektu "Eho srca" kao autorica tekstova, sa Zvonimirom Kušenićem, producentom, autorom glazbe i aranžmana. 
Radi se o glazbenom albumu moderne house produkcije na hrvatskom jeziku, a cijeli je projekat dobio i potporu Ministarstva kulture u sklopu projekta "Poduzetništvo u kulturi" za 2009. godinu te je objavljen od strane koprivničke "KC Rock" udruge.

## Djela

### Knjige pjesama
- "Tajna", "Podravski zbornik", Koprivnica, 1979.
- "Iskrene bajke", "Albatros", Velika Gorica, 1982.
- "Trag nevidljivog", "Spektar", Zagreb, 1983.
- "Zlatno zrcalo", "Astarta", Koprivnica, 1990.
- "Mjesečeva karta", "Mark-Rob", Koprivnica, 1991.
- "Rođena riječ", "Podravski pisci", Koprivnica, 1995.
- "Posvećene pjesme", "Naklada" MD, Zagreb, 1998.
- "Stakleno more", "Štajergraf", Zagreb, 2001.
- "Metafizički prozor", "Nagnuća", Koprivnica, 2003.
- "RA-DIO" "Matis", Koprivnica, 2005.
- "Kristalna ruža", (knjiga pjesama na bugarskom jeziku), Varna, 2009.
- "Nebo", DHK- Podravsko-prigorski ogranak, Koprivnica, 2010.

### Romani
- "Vino ili zaborav" "Mark-Rob", Koprivnica, 1991., pod pseudon. Tarna Rose
- "Agora" "Matica hrvatska", ogranak Koprivnica, Koprivnica, 1992.
- "Sin sunca" "Centar mladih", Koprivnica, 1994.
- "Zavjetna ruža" "Animation", Koprivnica, 1996.
- "Agora" "Nagnuća", Koprivnica, 2002., drugo prošireno izdanje
- "Konjanik i dijete" "Nagnuća", Koprivnica, 2004.
- "Radiovizija" DHK - ogranak Rijeka i Verba d.o.o., 2007.

### Knjige objavljene s majkom Anicom Gjerek
- "Nove krilate bajke" "Zagreb", Samobor, 1990. - za djecu
- "Srce sfinge" "Globus", Zagreb, 1992. - za odrasle
- "Zvjezdana košulja" "Alfa", Zagreb, 1993. - za djecu
- "Bijeli dimnjačar" "Znanje", biblioteka "Stribor", Zagreb, 1997. - za djecu
- "Ljubičasta kruna" "Znanje", Zagreb, 2001. - za djecu
- "San o Žar-ptici" "Matica hrvatska", ogranak Koprivnica, 2003. - za djecu
- "Zvjezdana kočija" "Karista", Zagreb, 2007.- za djecu
- "Labud u kapi rose" "Karista", Zagreb, 2008.- za djecu

## Vanjske poveznice
- Novi list Maja Gjerek dobitnica "Zvonimira Goloba", 7. svibnja 2008.
- UBIUDR Podravka  Arhivirana inačica izvorne stranice od 18. prosinca 2012. (Wayback Machine) Nagrada "Zvonimir Golob" 2008.